# Rosel Zech
Rosel Zech

Link zum Bild

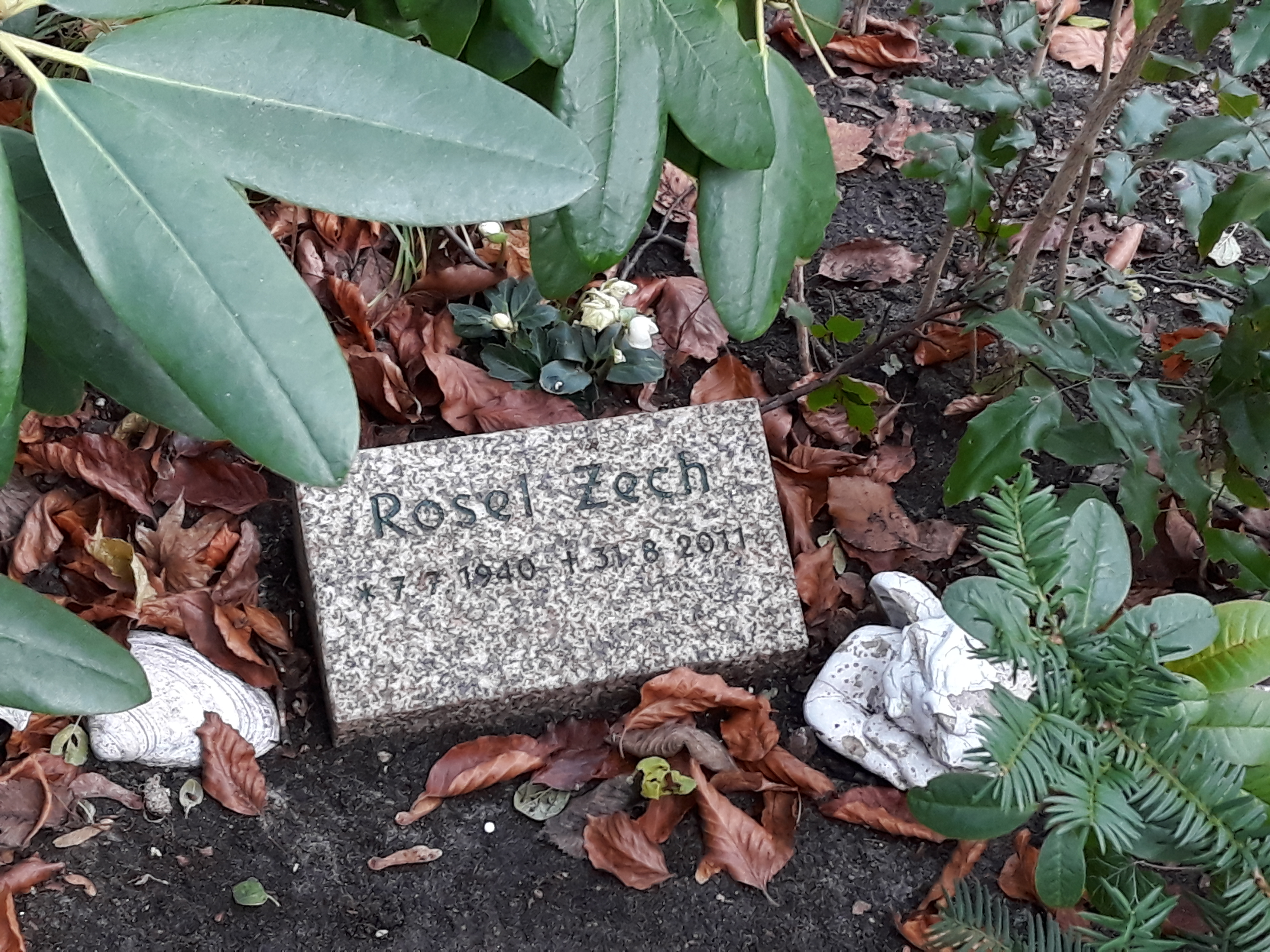
Das Urnen-Grab von Rosel Zech auf dem evangelischen Luisenfriedhof III in Berlin-Charlottenburg.

Roselie „Rosel“ Helga Lina Zech (* 7. Juli 1940 in Berlin; † 31. August 2011 ebenda) war eine deutsche Theater- und Filmschauspielerin. Nach ihrer Entdeckung durch den Regisseur Peter Zadek wurde sie von ihm gefördert; weithin bekannt wurde sie jedoch durch ihre Zusammenarbeit mit Rainer Werner Fassbinder.

## Leben
Rosel Zech wurde als Tochter eines Binnenschiffers und einer Schneiderin in Berlin geboren und wuchs in Hoya auf. Nach der Realschule besuchte sie die Max-Reinhardt-Schule für Schauspiel in Berlin, verließ sie jedoch vorzeitig.

### Theater
Ihr erstes Engagement als Schauspielerin hatte sie in der Spielzeit 1959/60 am Südostbayerischen Städtetheater (heute Landestheater Niederbayern) in Landshut, wo sie als Bianca in Shakespeares Der Widerspenstigen Zähmung debütierte.
Von 1963 bis 1965 war sie am Theater Biel Solothurn und am Sommertheater Winterthur tätig, danach bis 1970 am Schauspielhaus Wuppertal. Am Staatstheater Stuttgart übernahm sie 1967 und 1970 Gastrollen. 1972 verpflichtete Peter Zadek sie an das Schauspielhaus Bochum, dessen Intendant er bis 1979 war. Seine Inszenierung von Hedda Gabler mit Zech in der Titelrolle (sowie mit Ulrich Wildgruber und Hermann Lause) wurde 1977 zum Berliner Theatertreffen eingeladen. Von 1978 bis 1980 war Zech in Hamburg in vier Produktionen des Deutschen Schauspielhauses zu sehen, sämtlich Inszenierungen von Zadek, darunter abermals Hedda Gabler in gleicher Besetzung wie in Bochum. Danach wirkte sie in drei Produktionen der Freien Volksbühne Berlin mit. Ab 1980 war sie hauptsächlich am Bayerischen Staatsschauspiel in München, aber auch in Wien, bei den Salzburger Festspielen und am Deutschen Schauspielhaus in Hamburg zu sehen. 2009 spielte sie bei den Luisenburg-Festspielen die Titelrolle in Mutter Courage und ihre Kinder.

### Film und Fernsehen
Ihr Debüt vor der Kamera gab Rosel Zech 1970 in dem Fernsehfilm Der Pott (Regie Peter Zadek). 1973 war sie in einer kleinen Rolle in Die Zärtlichkeit der Wölfe mit Kurt Raab und Margit Carstensen zu sehen. Bei den Dreharbeiten lernte sie Rainer Werner Fassbinder kennen, der den Film produzierte. Mit Fassbinder arbeitete sie später häufiger zusammen. Im selben Jahr besetzte Peter Zadek die Schauspielerin in seiner Verfilmung von Kleiner Mann – was nun? mit Heinrich Giskes und Hannelore Hoger. Weitere Filme und Fernsehfilme folgten, unter anderem war sie in einer Verfilmung von Anton Tschechows Die Möwe oder Henrik Ibsens Hedda Gabler zu sehen. In dem Kinderfilm Die Vorstadtkrokodile aus dem Jahr 1977 verkörperte sie Frau Wolfermann, die Mutter eines der Vorstadtkrokodile.
In Peter Fleischmanns Science-Fiction-Film Die Hamburger Krankheit spielte sie 1979 neben Helmut Griem und Fernando Arrabal.
Zwei Jahre später wurde sie von Rainer Werner Fassbinder in dem Film Lola in einer Nebenrolle als Ehefrau von Mario Adorf besetzt. In Fassbinders nächstem Film Die Sehnsucht der Veronika Voss spielte sie die Hauptrolle. Ihre überzeugende Darstellung einer morphiumsüchtigen Schauspielerin war mitentscheidend dafür, dass der Film 1982 bei den Internationalen Filmfestspielen von Berlin mit dem Goldenen Bären ausgezeichnet wurde.
In den folgenden Jahren konzentrierte sich Rosel Zech vor allem auf die Arbeit beim Fernsehen. Ihre Darstellungen in Die Knapp-Familie, Die Bertinis, Die indische Ärztin (1994–1996) und mehrere Auftritte in den Krimireihen Der Alte und Tatort machten Rosel Zech dem breiten Fernsehpublikum bekannt. Seit 2002 spielte sie in der Serie Um Himmels Willen die Mutter Oberin.
Auch international arbeitete Rosel Zech. So stand sie für den Regisseur Percy Adlon an der Seite von k.d. lang vor der Kamera. Das Drama Salmonberries wurde 1991 beim World Film Festival ausgezeichnet und machte Zech auch im Ausland bekannt. Darüber hinaus wurde Zech mit dem Bayerischen Filmpreis als Beste Darstellerin für diesen Film ausgezeichnet. Daneben war sie in vielen deutschen Kinofilmen zu sehen wie Aimée & Jaguar, Väter, Anatomie 2 oder Kammerflimmern.
Rosel Zech gehörte zu den bekanntesten Schauspielerinnen des deutschsprachigen Films, nicht zuletzt aufgrund der zahlreichen Auszeichnungen für ihre darstellerischen Leistungen. Rosel Zech lebte in Berlin, wo sie zuletzt in zahlreichen Theaterrollen zu sehen war.
Im Sommer 2011 wurde bei Rosel Zech Knochenkrebs im Endstadium diagnostiziert, weswegen sie in der elften Staffel der ARD-Serie Um Himmels Willen nicht mehr mitwirkte. Ende August 2011 erlag sie im Alter von 71 Jahren  ihrer Krankheit. Im Sommer 2012 wurde bekannt, dass die unverheiratete Zech ihre langjährige Freundin Juliane Lorenz (Präsidentin der Rainer Werner Fassbinder Foundation) sowie einen damaligen Studenten testamentarisch zu ihren Erben eingesetzt hatte. Einige Medien hatten zuvor über die Enterbung von Zechs damals 92-jähriger Mutter Helga (1919–2021) zugunsten von Juliane Lorenz berichtet.

## Hörspiele (Auswahl)
- 2005: Ria Endres: Denken leicht gemacht  – Regie: Hans Gerd Krogmann

## Auszeichnungen
- 1968: Förderpreis des Landes Nordrhein-Westfalen
- 1976: Schauspielerin des Jahres der Zeitschrift Theater heute für Hedda Gabler
- 1983: Deutscher Darstellerpreis für Mascha
- 1990: Kainz-Medaille der Stadt Wien für Eines langen Tages Reise in die Nacht
- 1991: 1. Preis des World Film Festival in Montreal für Salmonberries
- 1992: Bayerischer Filmpreis als Beste Darstellerin für Salmonberries
- 1999: Bayerischer Verdienstorden
- 2001: Merkur-Theaterpreis der Zeitung Münchner Merkur für Afterplay

## Filmografie
- 1970: Der Pott (Fernsehfilm)
- 1973: Die Zärtlichkeit der Wölfe
- 1973: Tatort: Stuttgarter Blüten
- 1973: Kleiner Mann – was nun? (Fernsehfilm)
- 1974: Mädchen in Uniform (Fernsehfilm)
- 1975: Eiszeit
- 1975: Die Möwe (Fernsehfilm)
- 1975: Die Geisel (Fernsehfilm)
- 1977: Die Vorstadtkrokodile (Fernsehfilm)
- 1978: Hedda Gabler (Fernsehfilm)
- 1978: Verführungen (Fernsehfilm)
- 1979: Die Hamburger Krankheit (Fernsehfilm)
- 1980: Der Menschenfeind (Fernsehfilm)
- 1980: Mosch (Fernsehfilm)
- 1981: Die Jahre vergehen (Fernseh-Zweiteiler)
- 1981: Der Nächste bitte (Fernsehfilm)
- 1981: Lola
- 1981: Heute spielen wir den Boß – Wo geht’s denn hier zum Film?
- 1981–1983: Die Knapp-Familie (Fernseh-Mehrteiler)
- 1982: Die Sehnsucht der Veronika Voss
- 1983: Die Geschwister Oppermann (Fernseh-Zweiteiler)
- 1983: Klawitter (Fernsehfilm)
- 1983: Mascha (Fernsehfilm)
- 1984: Julia (Fernsehfilm)
- 1985: Tatort: Der Mord danach
- 1985: Innige Liebe (Fernsehfilm)
- 1985: Der Angriff der Gegenwart auf die übrige Zeit
- 1986: Ein fliehendes Pferd (Fernsehfilm)
- 1986–2004: Der Alte (Fernsehserie, sechs Folgen)
- 1986: Der Alte, Folge 105: Terzett in Gold
- 1986: Vermischte Nachrichten
- 1987: Herz mit Löffel
- 1987: Der Alte, Folge 117: Verwischte Spuren
- 1987: Der Alte, Folge 123: Mord ist Mord
- 1987: Nebel im Fjord (Fernsehfilm)
- 1988: Die Bombe (Fernsehfilm)
- 1988: Hemingway (Fernseh-Mehrteiler)
- 1989: Fabrik der Offiziere (Fernseh-Mehrteiler)
- 1989: Die Bertinis (Fernseh-Mehrteiler)
- 1990: Bei mir liegen Sie richtig
- 1991: Salmonberries
- 1993: Mr. Bluesman
- 1993: Derrick – Nach acht langen Jahren
- 1993: Der rote Vogel (Fernsehserie)
- 1994: Das Baby der schwangeren Toten (Fernsehfilm)
- 1994: Polizeiruf 110: Gespenster (Fernsehreihe)
- 1994–1996: Ärzte – Die indische Ärztin (Fernsehreihe)
- 1995: Schade um Papa (Fernsehserie)
- 1995: Dicke Freunde (Fernsehfilm)
- 1995: Hades
- 1995: Neben der Zeit (Fernsehfilm)
- 1996: Die Geliebte (Fernsehserie)
- 1997: Lea Katz – Die Kriminalpsychologin – Das wilde Kind (Fernsehfilm)
- 1997: Terror im Namen der Liebe (Fernsehfilm)
- 1998: Der Schlüssel
- 1998: Tatort: Der zweite Mann
- 1998: Tatort: Todesbote
- 1999: Aimée & Jaguar
- 1999: Siska – Blackout (Fernsehserie)
- 1999: Morgen gehört der Himmel dir (Fernsehfilm)
- 1999: Ein Fall für zwei – Abgebrüht (Fernsehserie)
- 2000: Oh, du Fröhliche (Fernsehfilm)
- 2001: Ein unmöglicher Mann (Fernseh-Mehrteiler)
- 2001: Große Liebe wider Willen (Fernsehfilm)
- 2001: Das Schneeparadies (Fernsehfilm)
- 2002–2011: Um Himmels Willen (Fernsehserie, 130 Folgen)
- 2002: Im Visier der Zielfahnder – Die Frau ohne Namen
- 2002: Väter
- 2002: Zwei Affären und eine Hochzeit (Fernsehfilm)
- 2003: Anatomie 2
- 2003: Tatort: Veras Waffen
- 2003: Der Auftrag – Mordfall in der Heimat (Fernsehfilm)
- 2003: Plötzlich wieder 16 (Fernsehfilm)
- 2003: Stubbe – Von Fall zu Fall – Yesterday (Fernsehreihe)
- 2004: Tatort: Mörderspiele
- 2004: Kammerflimmern
- 2005: Rosamunde Pilcher – Segel der Liebe (Fernsehreihe)
- 2005: K3 – Kripo Hamburg – Fieber (Fernsehserie)
- 2005: In Liebe eine Eins (Fernsehfilm)
- 2006: Papa und Mama (Fernseh-Zweiteiler)
- 2006: Mr. Nanny – Ein Mann für Mama (Fernsehfilm)
- 2006: Agathe kann’s nicht lassen – Die Tote im Bootshaus
- 2007: Annas Albtraum kurz nach 6
- 2007: Das Traumschiff (Fernsehreihe)
- 2007: Einsatz in Hamburg – Ein sauberer Mord (Fernsehreihe)
- 2008: Um Himmels Willen – Weihnachten in Kaltenthal (Fernsehfilm)
- 2009: Die Rebellin (Fernseh-Mehrteiler)
- 2008–2009: Der Schwarzwaldhof (Fernsehreihe)
- 2010: Vom Glück nur ein Schatten (Fernsehfilm)
- 2010: Um Himmels Willen – Weihnachten unter Palmen (Fernsehfilm)
- 2011: Schicksalsjahre (Fernseh-Zweiteiler)